# Kanta-Häme
Il Kanta-Häme (Egentliga Tavastland in svedese) è una provincia della Finlandia. Storicamente comprende il sud-est della regione storica dell'Häme. Confina con l'Uusimaa, il Päijät-Häme, la Pirkanmaa, la Satakunta e il Varsinais-Suomi.
La superficie della provincia è 5204 km² e la popolazione è di 175 481 abitanti.
Il prodotto interno lordo della regione nel 2001 è stato complessivamente di 2 968 milioni di euro.

## Amministrazione
Come la gran parte delle altre province finlandesi, l’Häme di Base è governata da due diversi enti:
- l’Associazione dell’Häme (Hämeen liitto) è la confederazione dei comuni, con un Consiglio provinciale nominato dai consiglieri comunali, e una relativa Giunta provinciale. Il suo compito è gestire le competenze comunali su un ambito spaziale più ampio e condiviso.
- l’Area di benessere del Kanta-Häme (Kanta-Hämeen hyvinvointialue) è l’ente sanitario provinciale, creato nel 2022 e con un Consiglio eletto direttamente dai cittadini, che tramite la relativa Giunta gestisce gli ospedali e i servizi assistenziali.[1]

Il primo ente è quello che nomina il direttore provinciale.
La provincia era inclusa nella Finlandia Meridionale, oggi ridotta a un’Agenzia regionale col ruolo di prefettura statale. 

## Comuni
Nel Kanta-Häme ci sono 11 comuni. Le città nella seguente lista sono evidenziate in grassetto:
- Forssa
- Hattula
- Hausjärvi
- Humppila
- Hämeenlinna
- Janakkala

- Jokioinen
- Loppi
- Riihimäki
- Tammela
- Ypäjä

## Galleria d'immagini

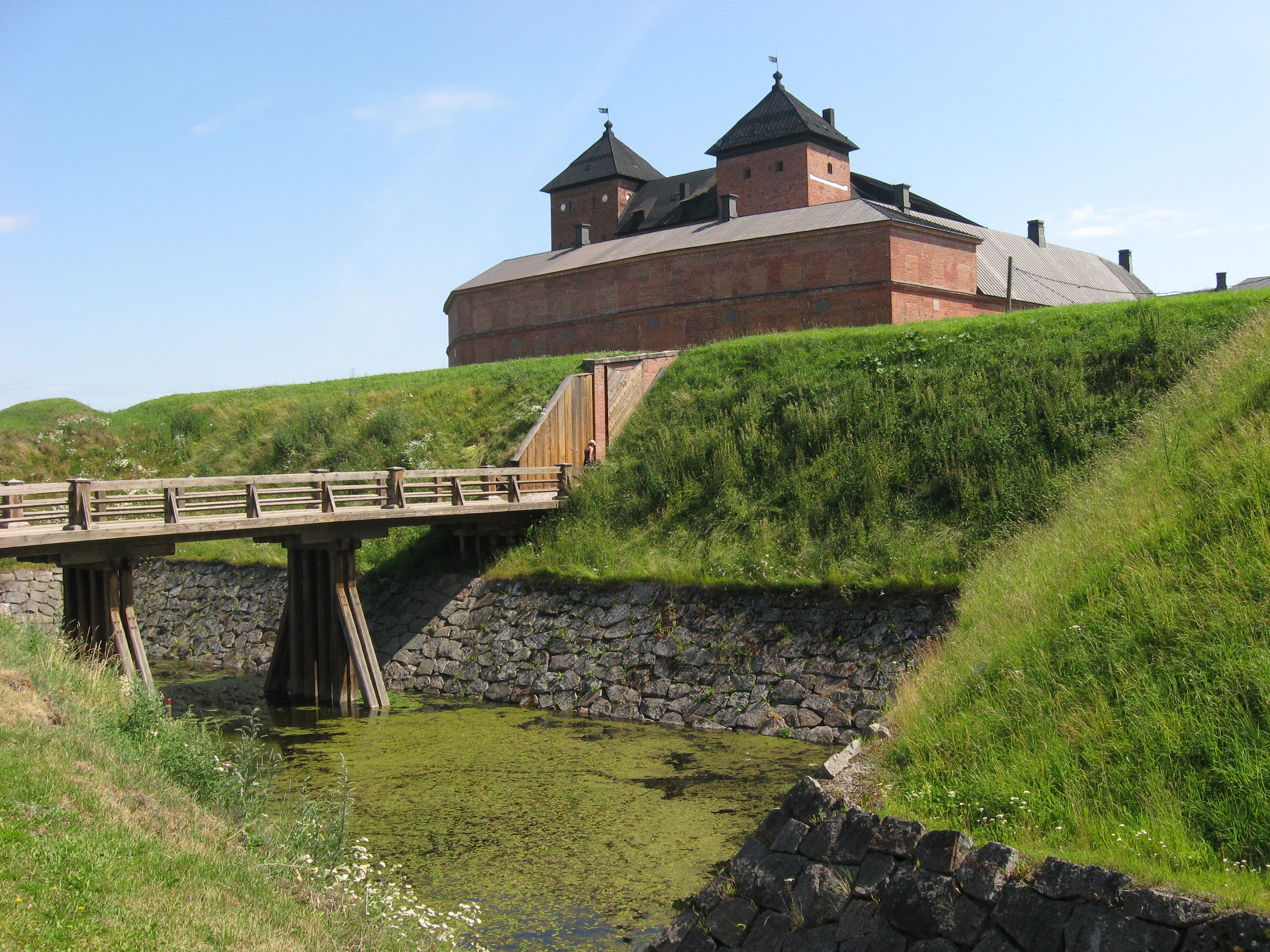
Castello di Häme del XIV secolo (Hämeenlinna).
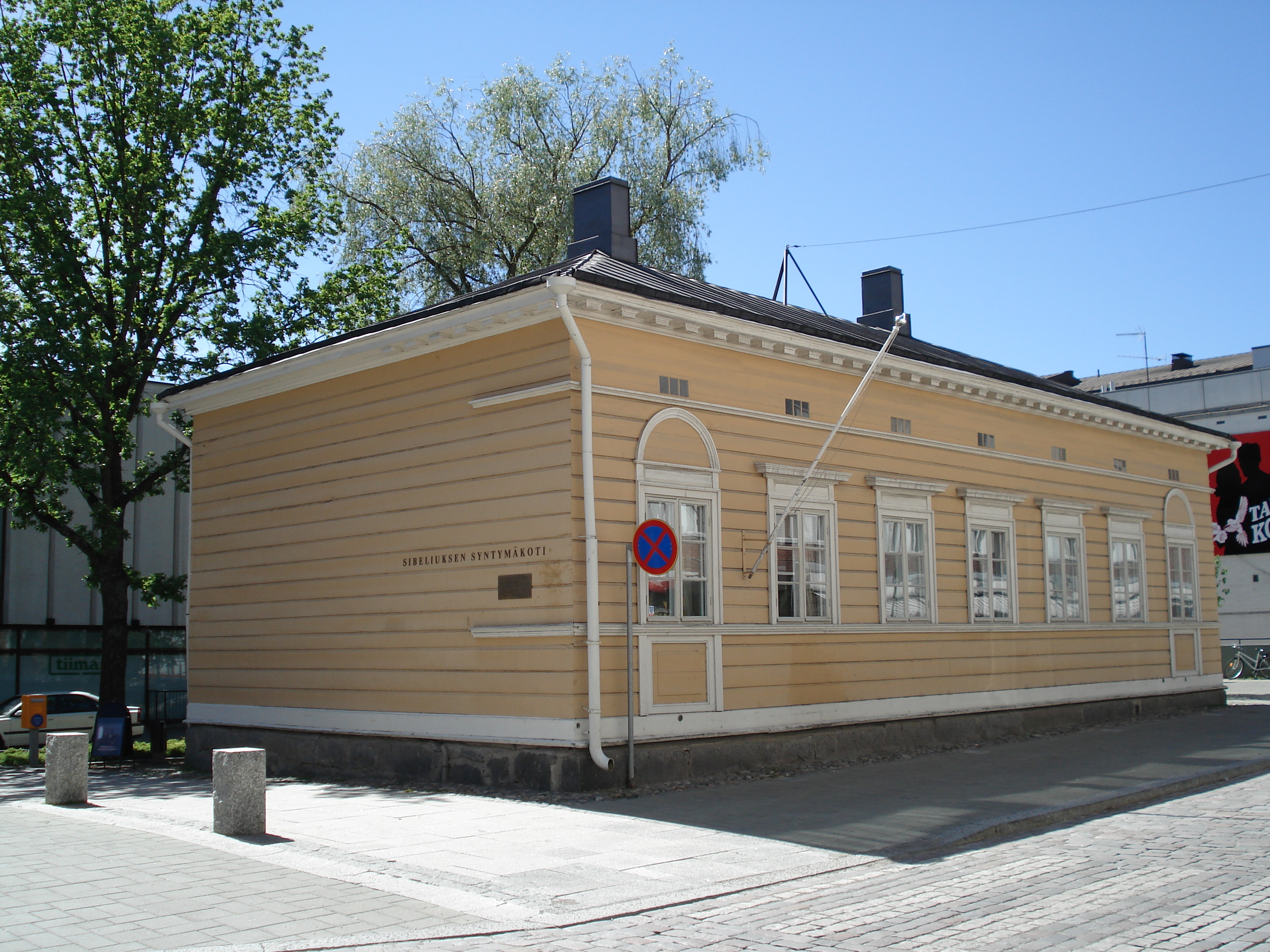
Luogo di nascita del compositore Jean Sibelius (Hämeenlinna).
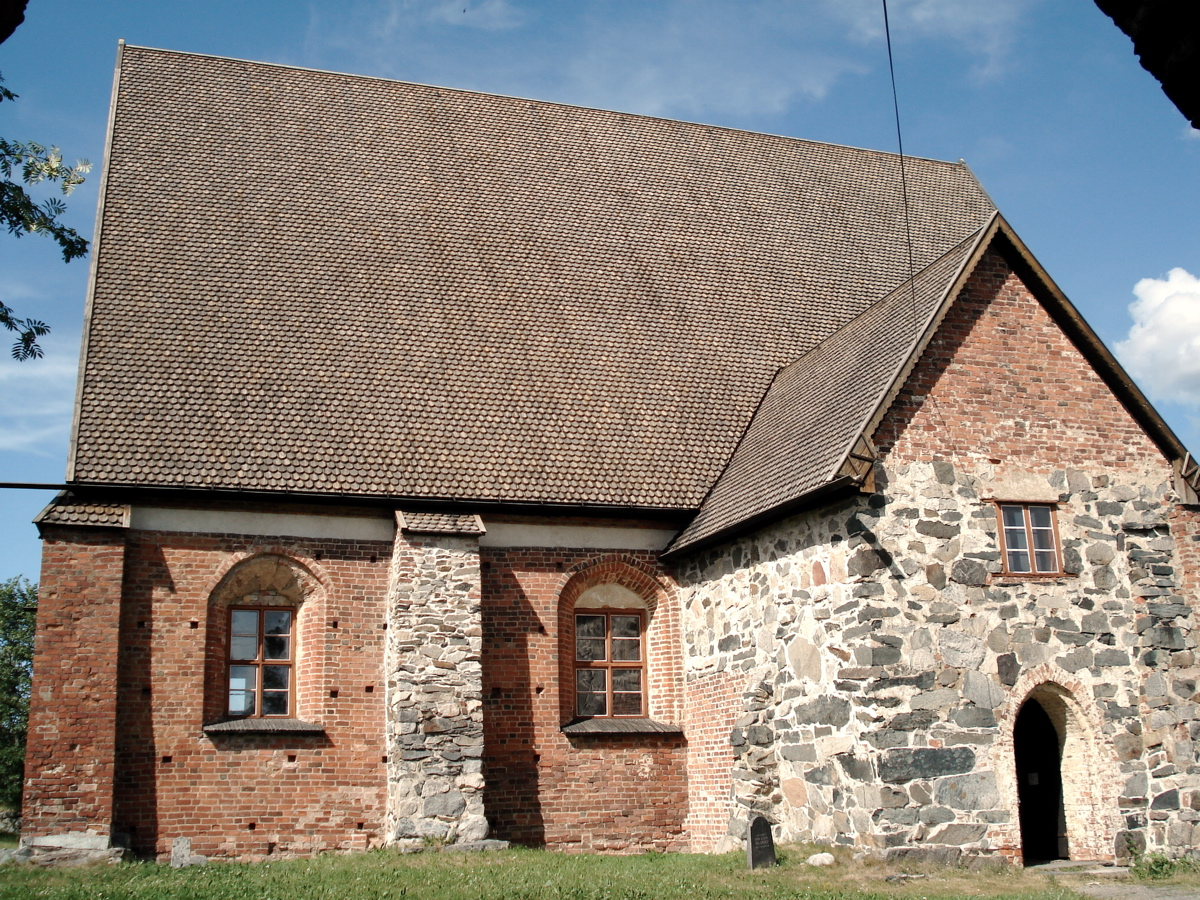
Chiesa di Santa Croce in Hattula, la chiesa più antica di tutto il Kanta-Häme.
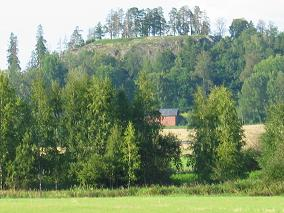
Hakoinen Hill Fort in Janakkala.
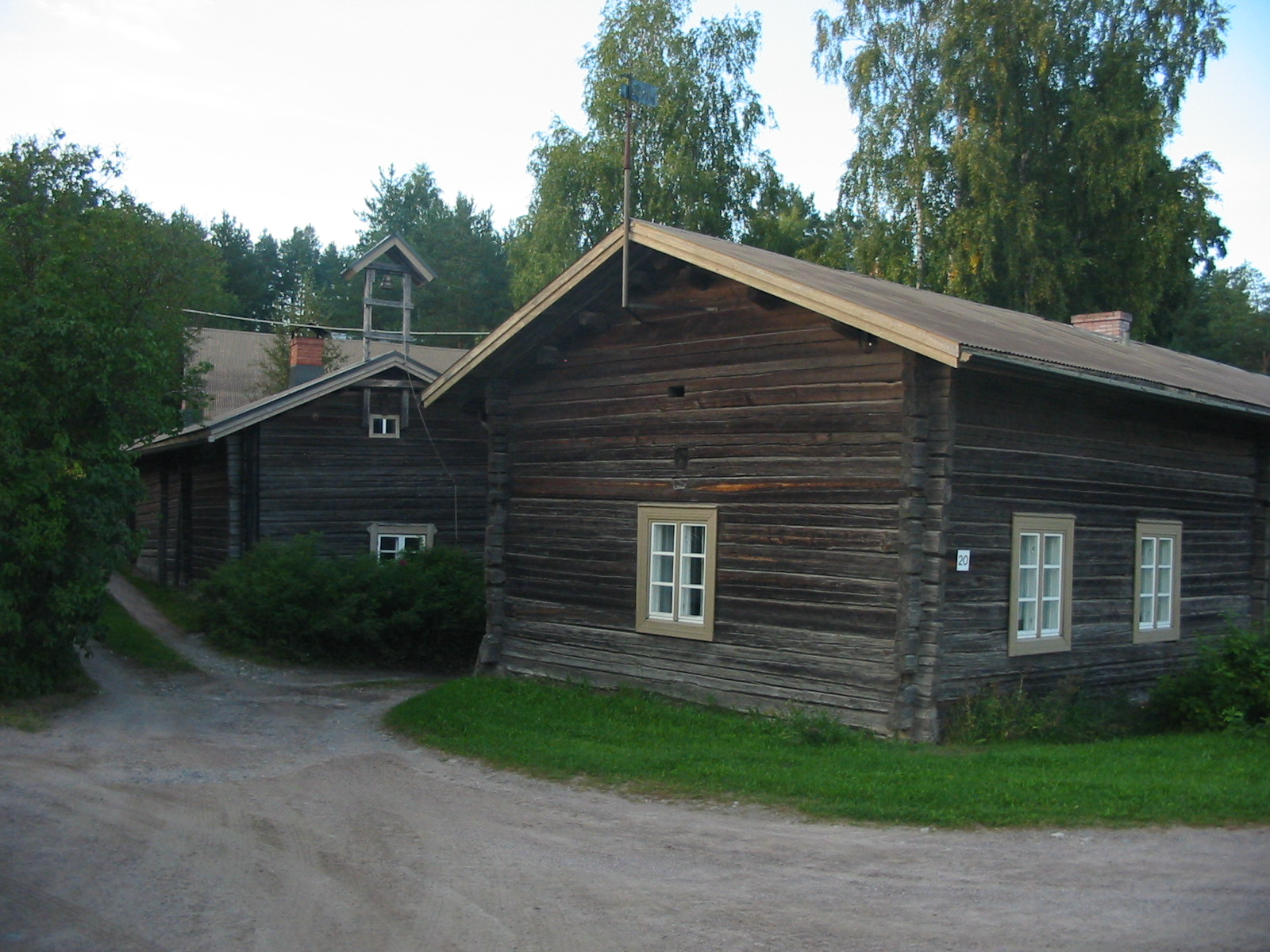
Una casa in legno tradizionale in Tammela.
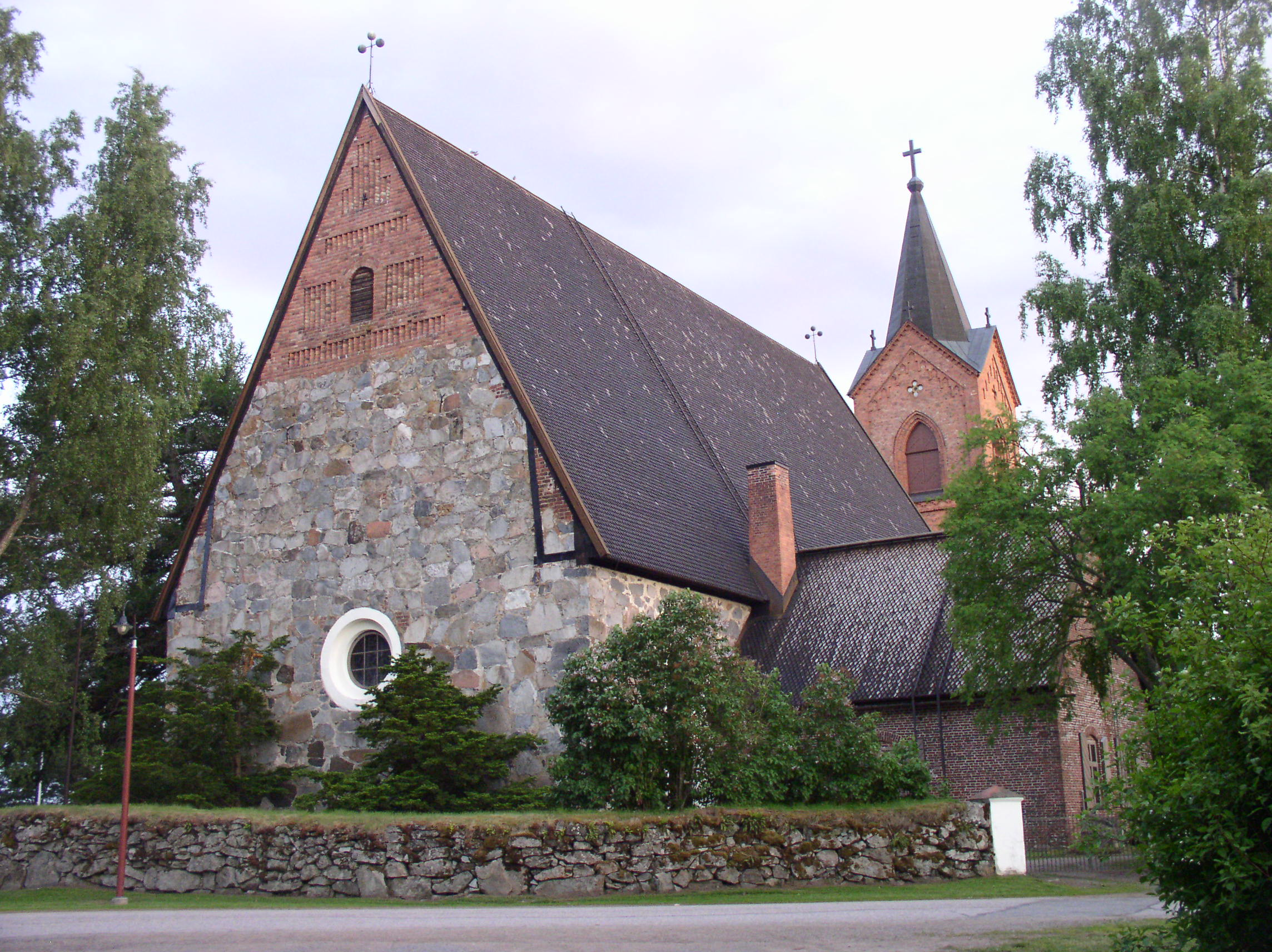
La Chiesa medievale di Hauho.
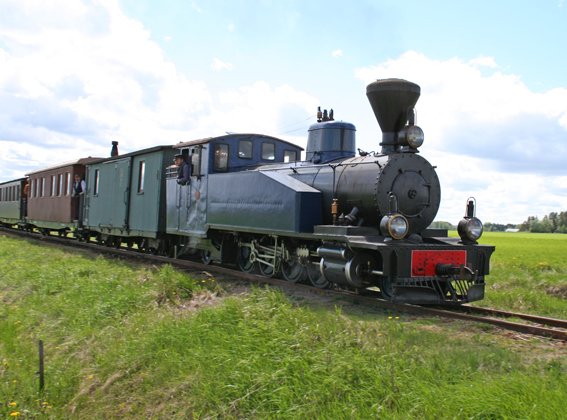
Un passaggio ferroviario ad uso museale è stato conservato in Jokioinen.
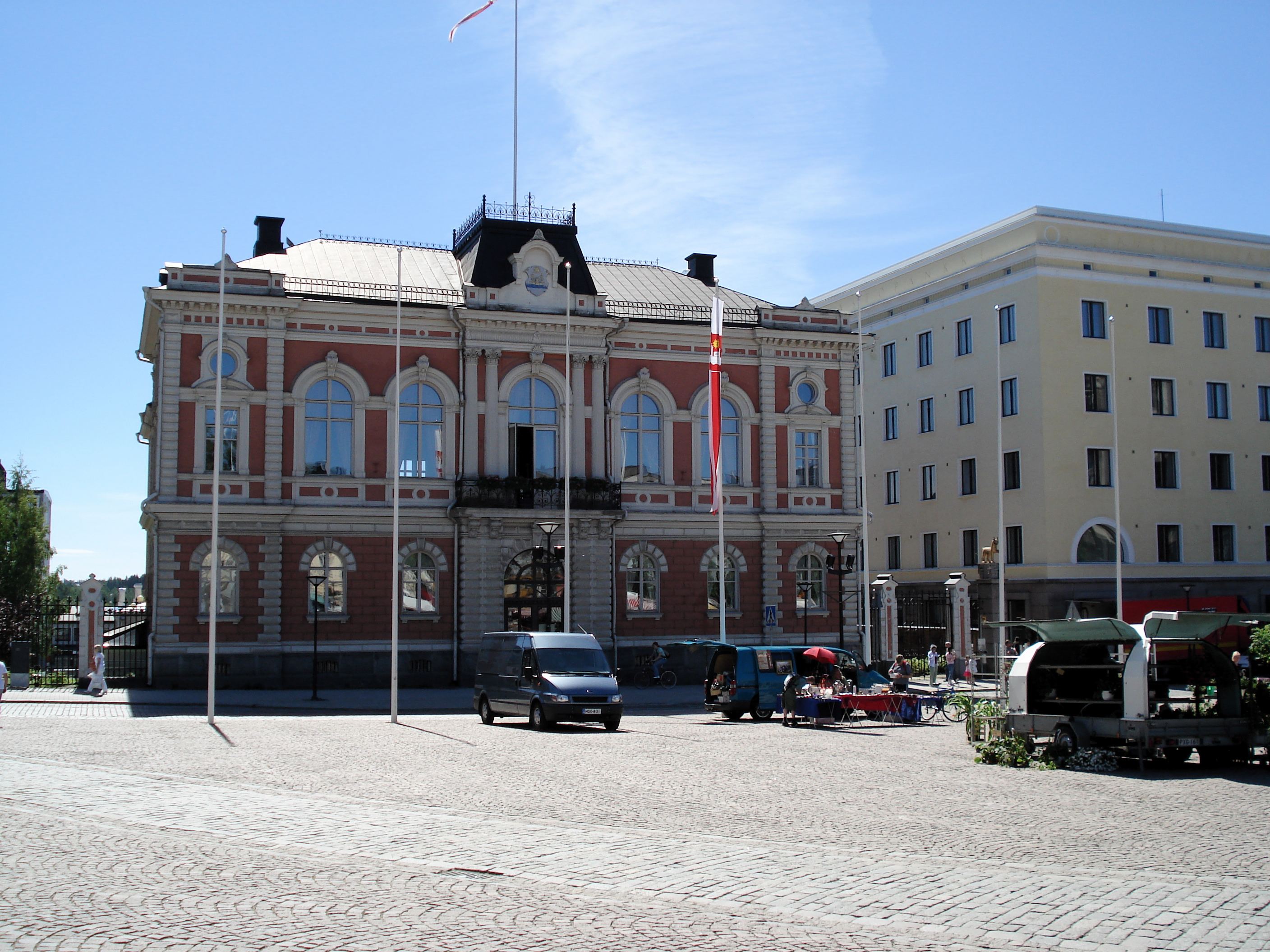
Piazza del mercato in Hämeenlinna, con il municipio in primo piano.
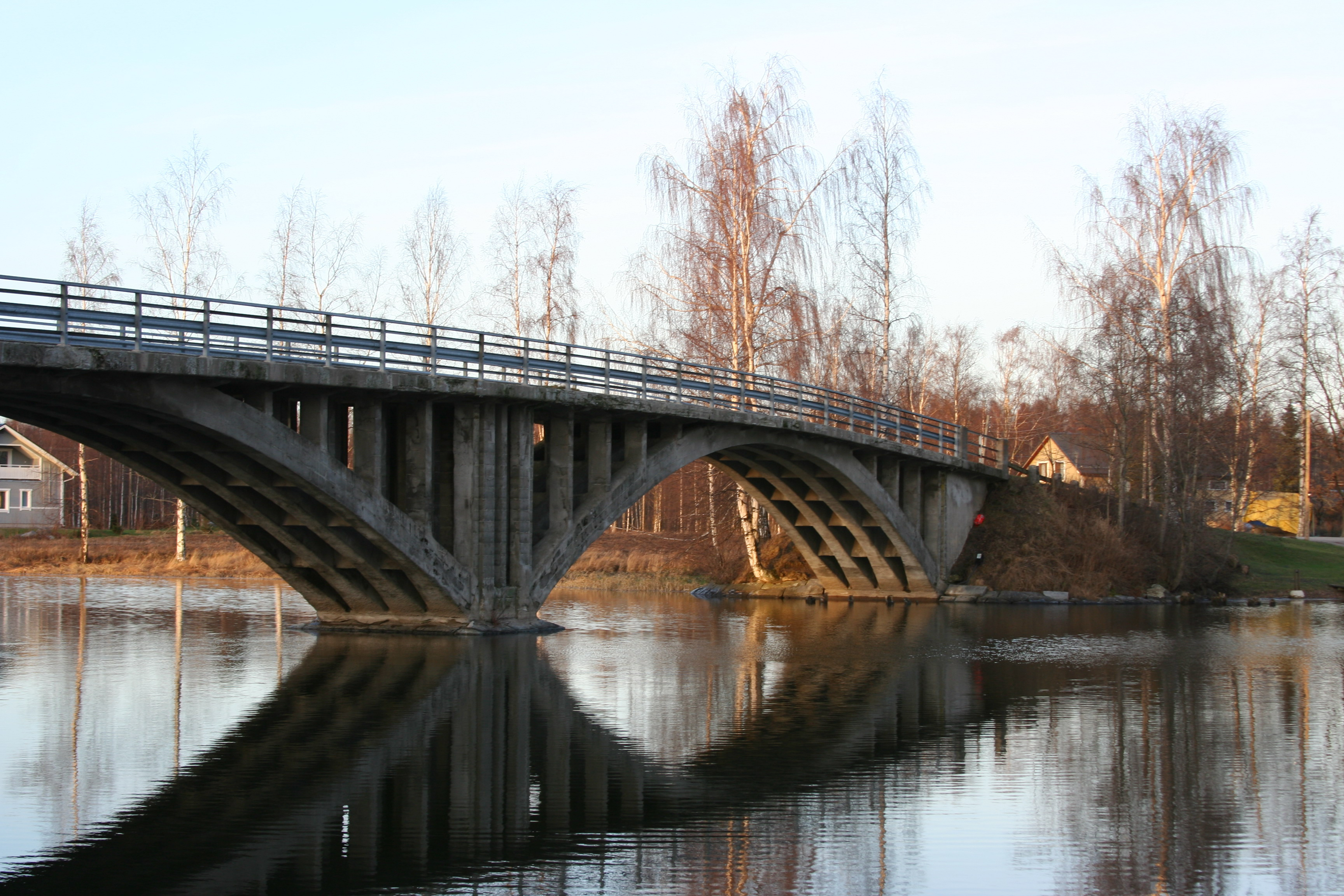
Alvettula Museum Bridge, Hauho
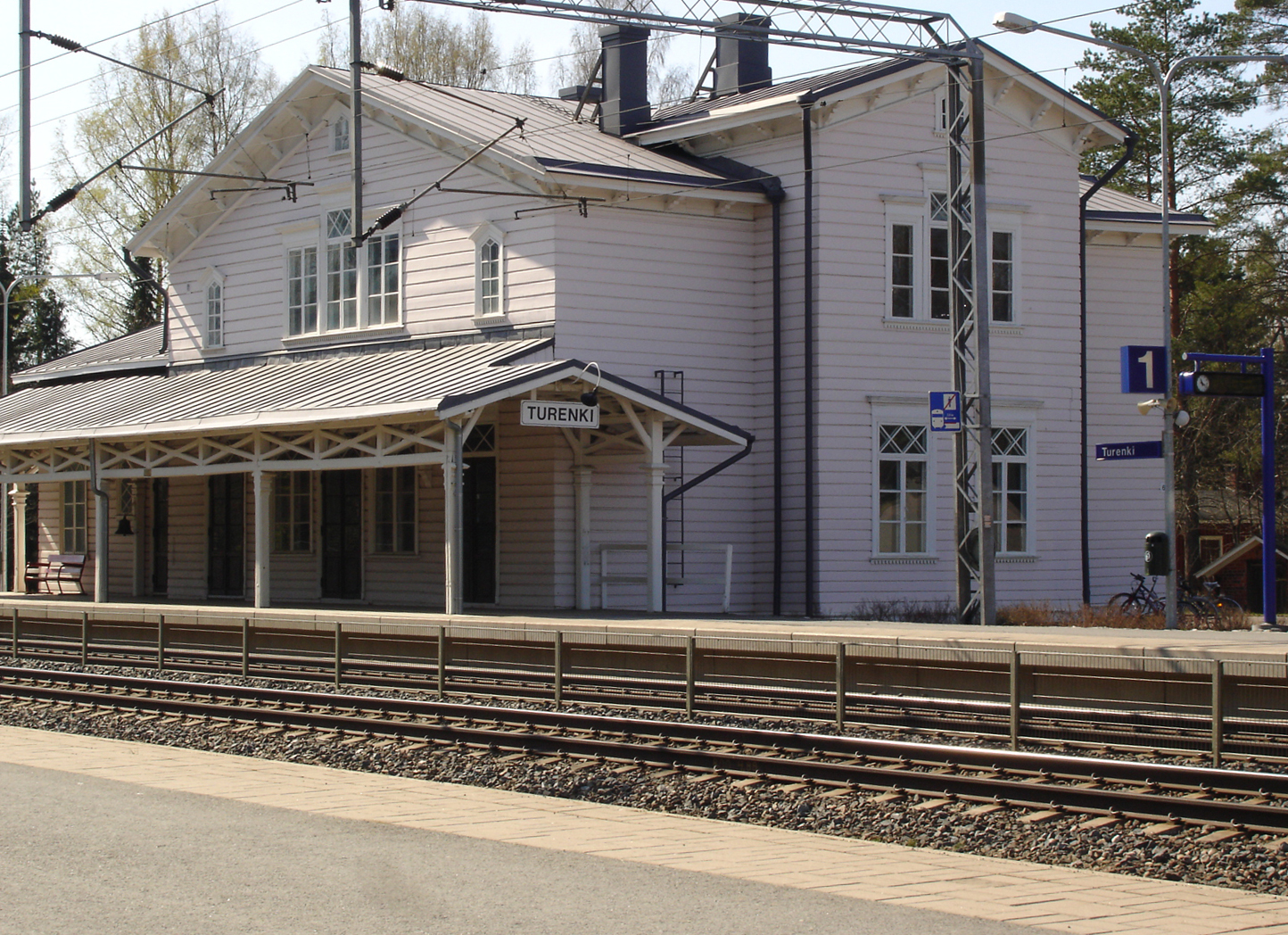
Stazione Turenki, uno dei quattro edifici originali restanti della prima stazione ferroviaria in Finlandia.
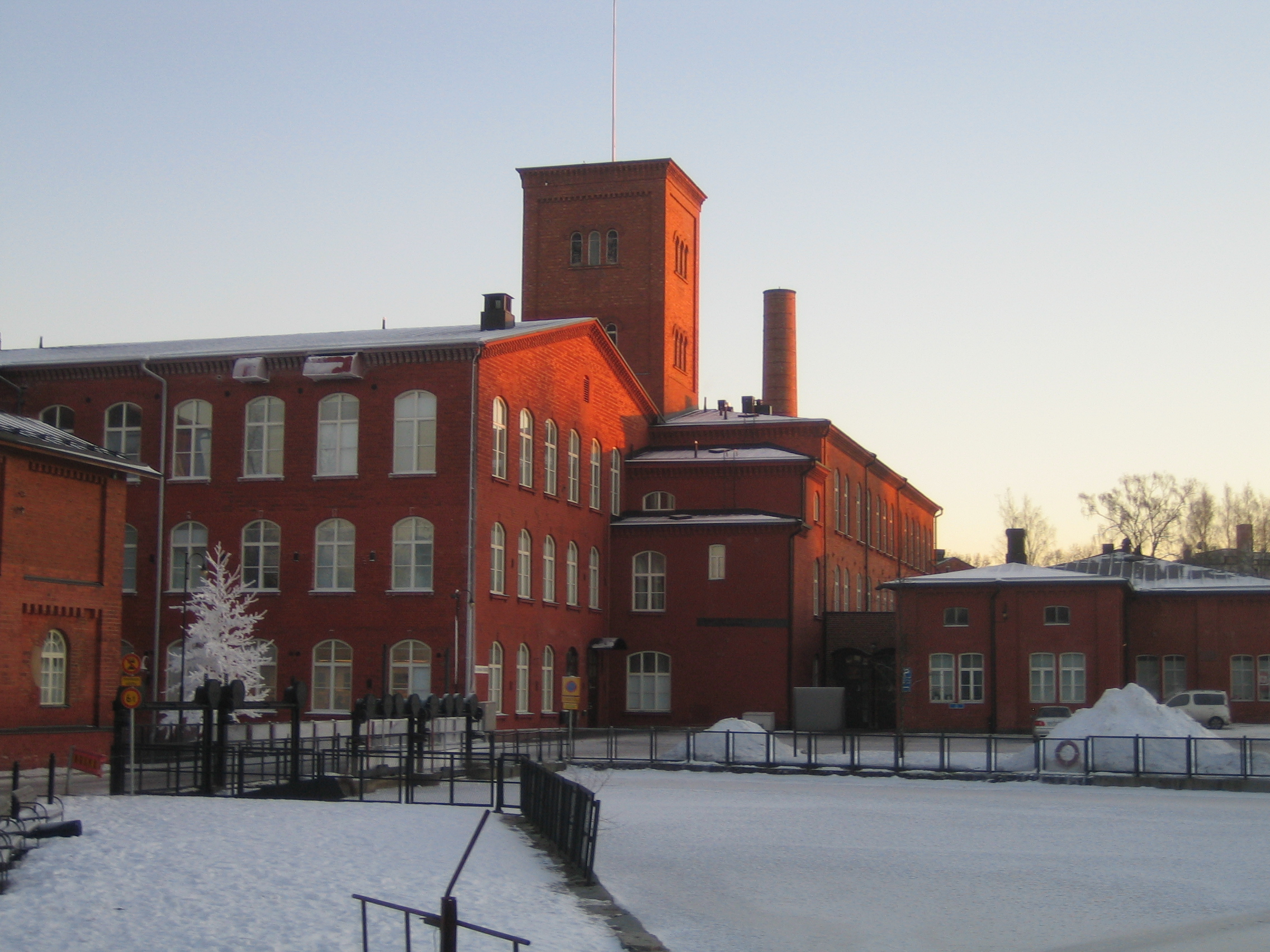
Vecchi edifici finlandesi a Forssa, una vecchia città industriale.
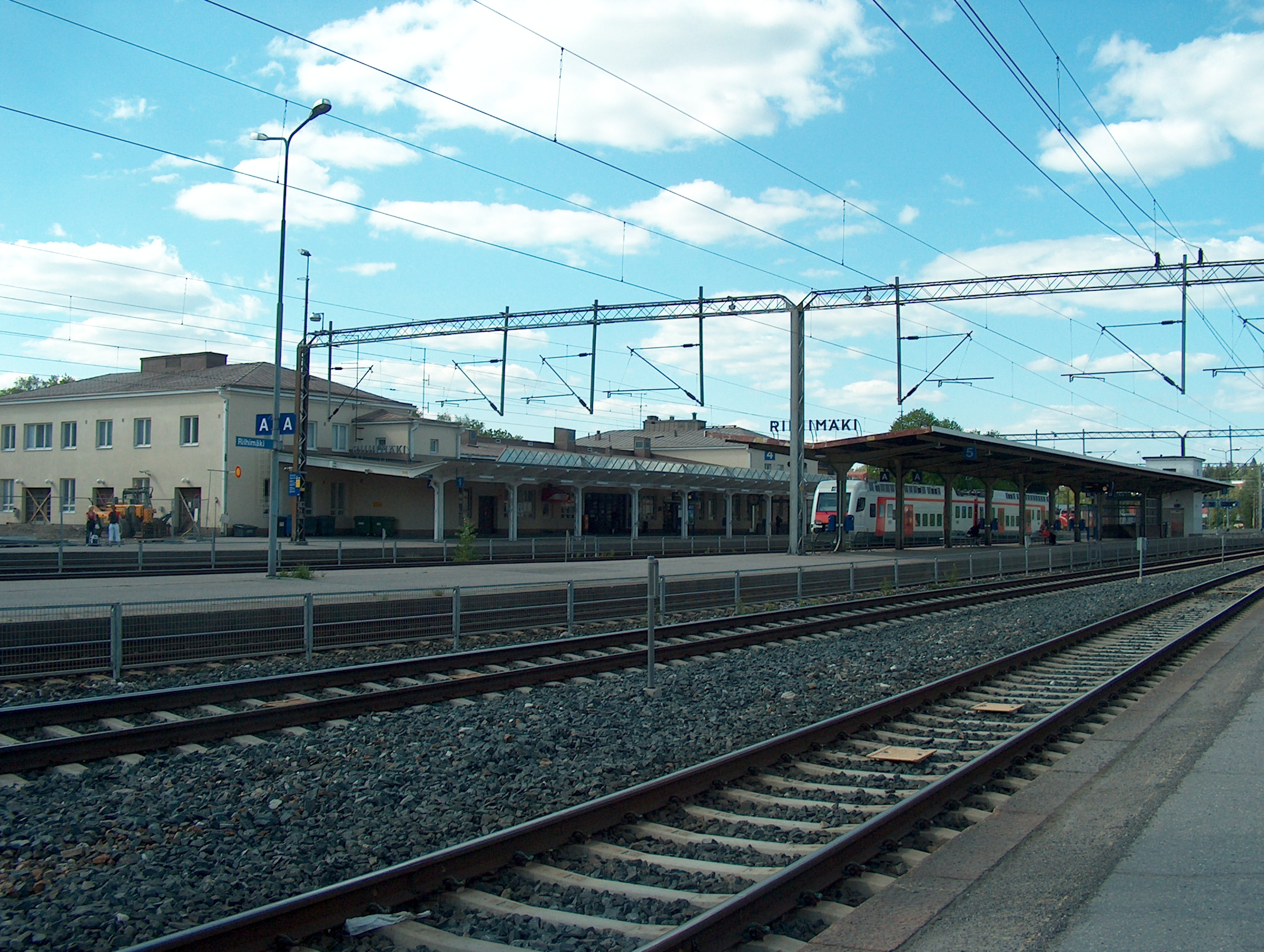
Riihimäki è un importante punto di passaggio per le ferrovie e il luogo più settentrionale dell'area metropolitana di Helsinki.
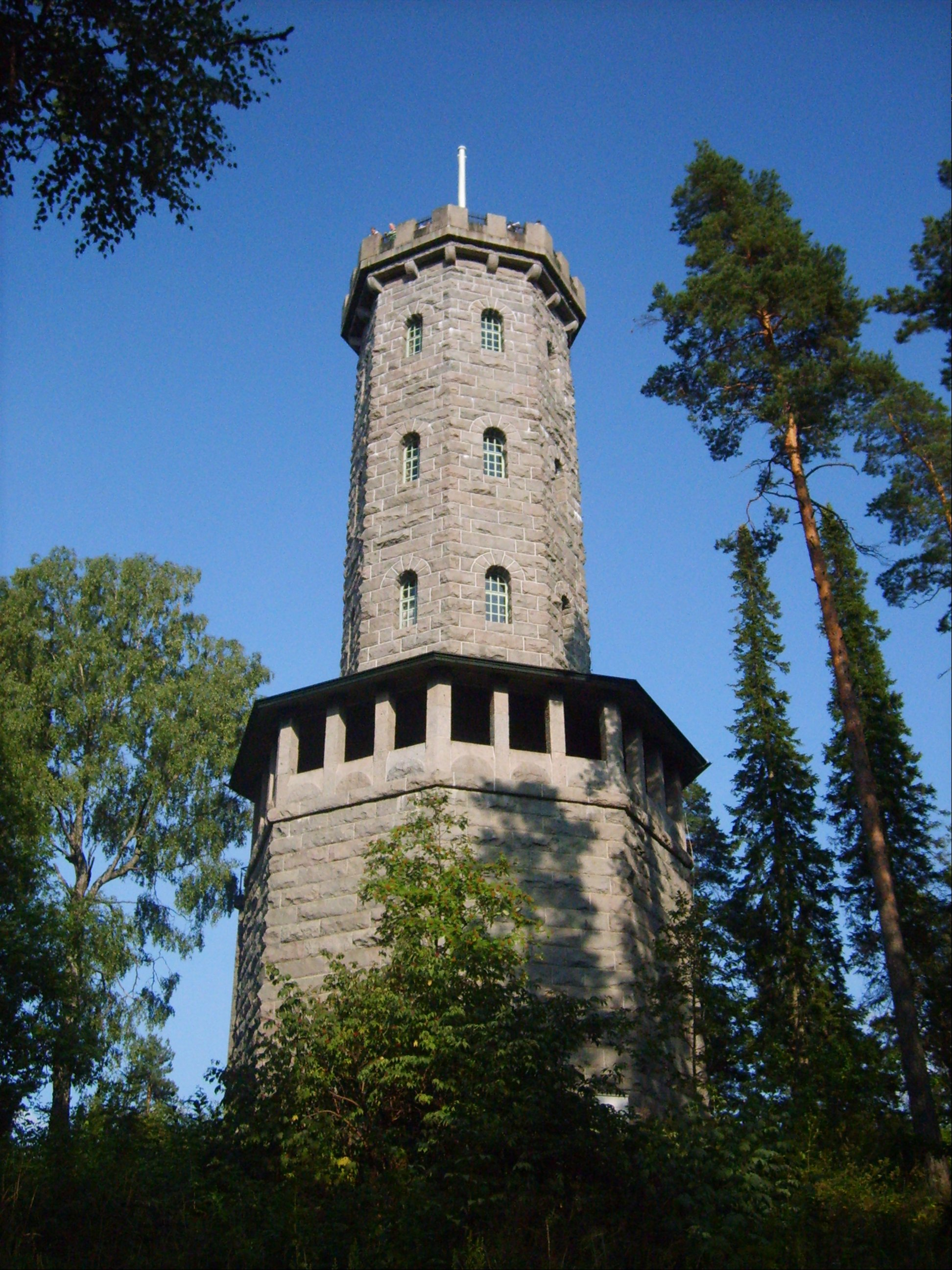
La torre nazionale con romantica vista sul parko di Aulanko.
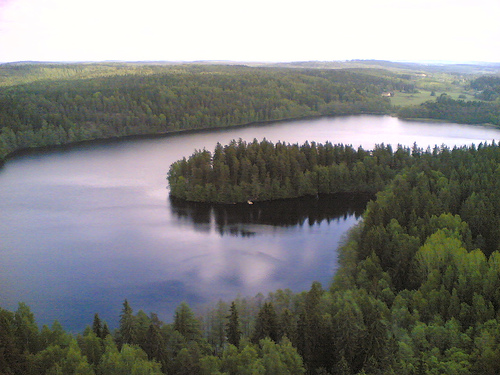
Una vista del Lago Aulangonjärvi dalla torre Aulanko.
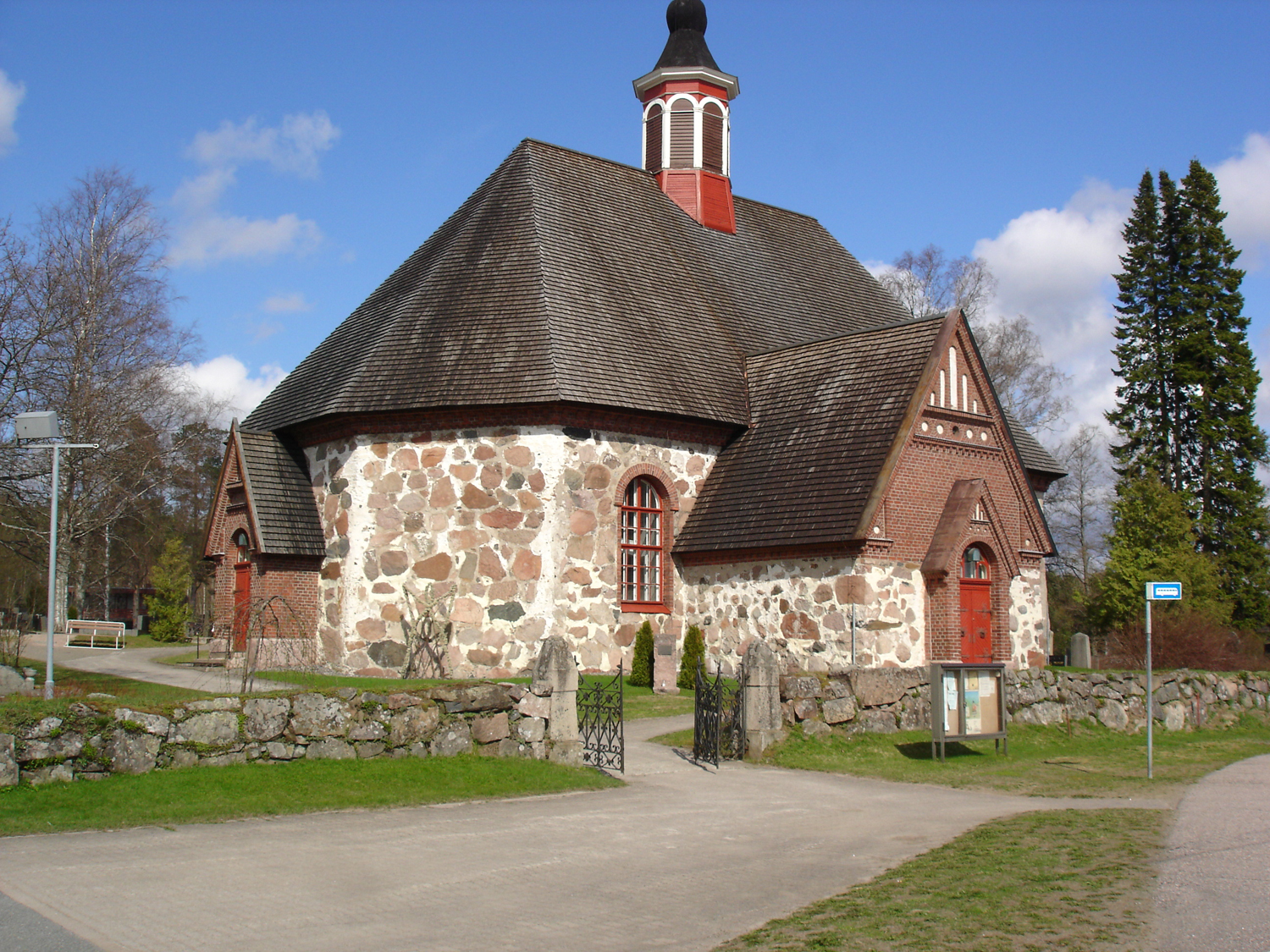
Chiesa di Renko.
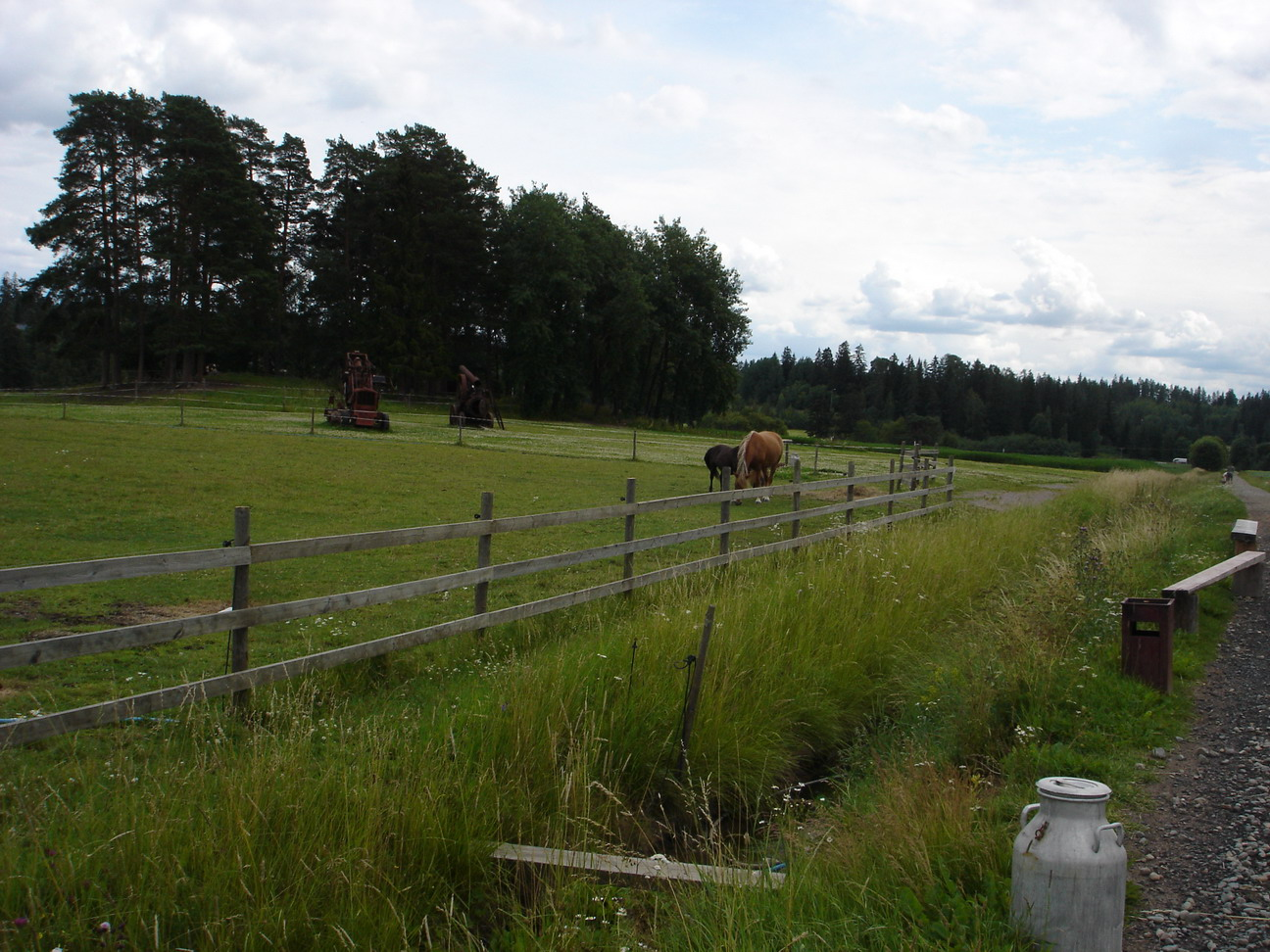
Paesaggio rurale in Jokioinen.
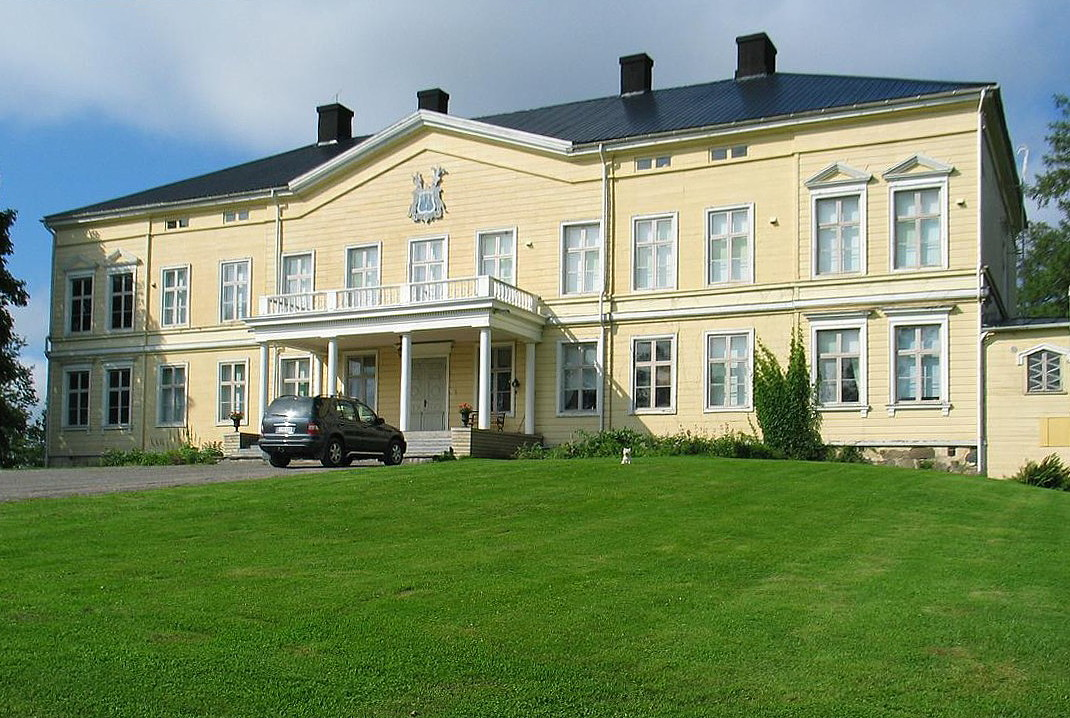
Hakoinen Manor in Janakkala.
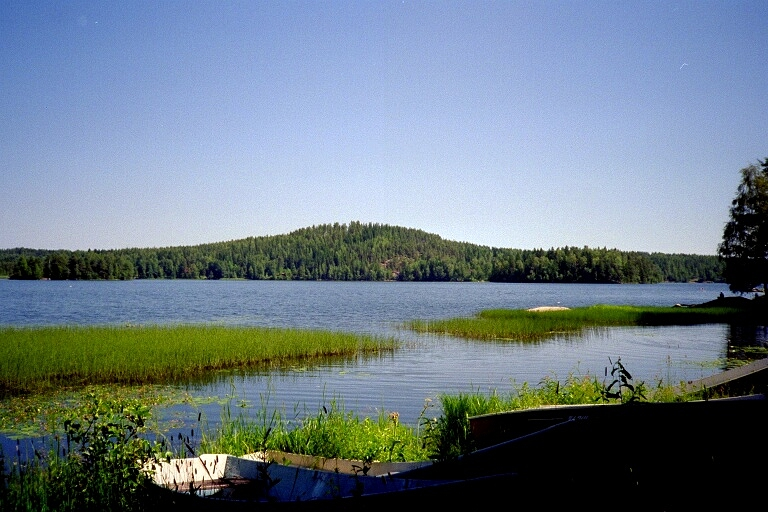
Il lago Katuma in Hämeenlinna.
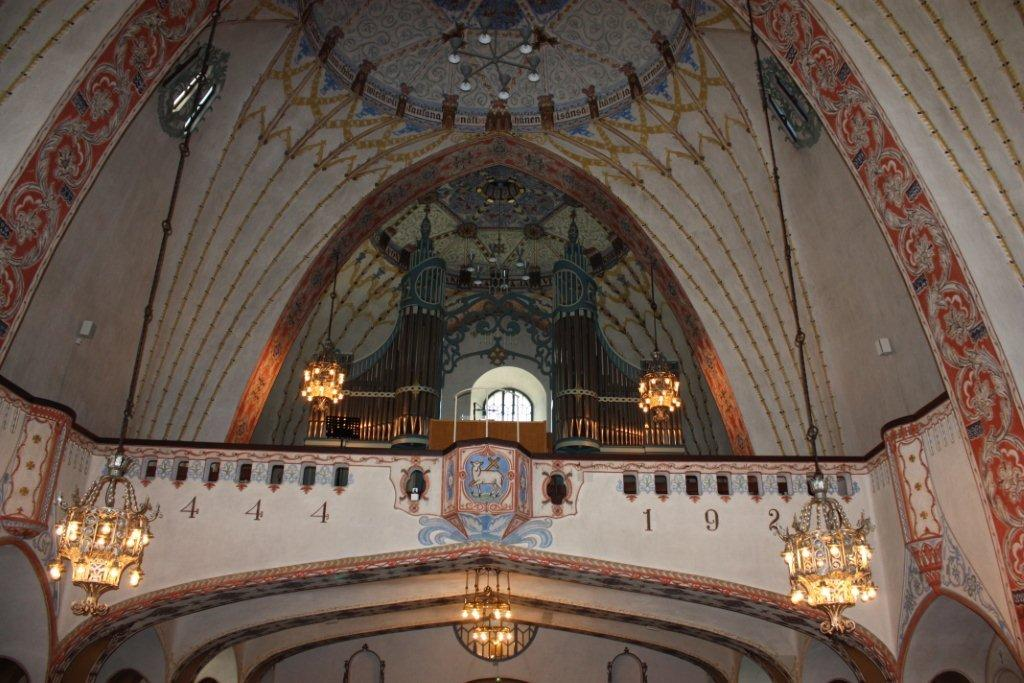
Chiesa di Lammi dall'interno.
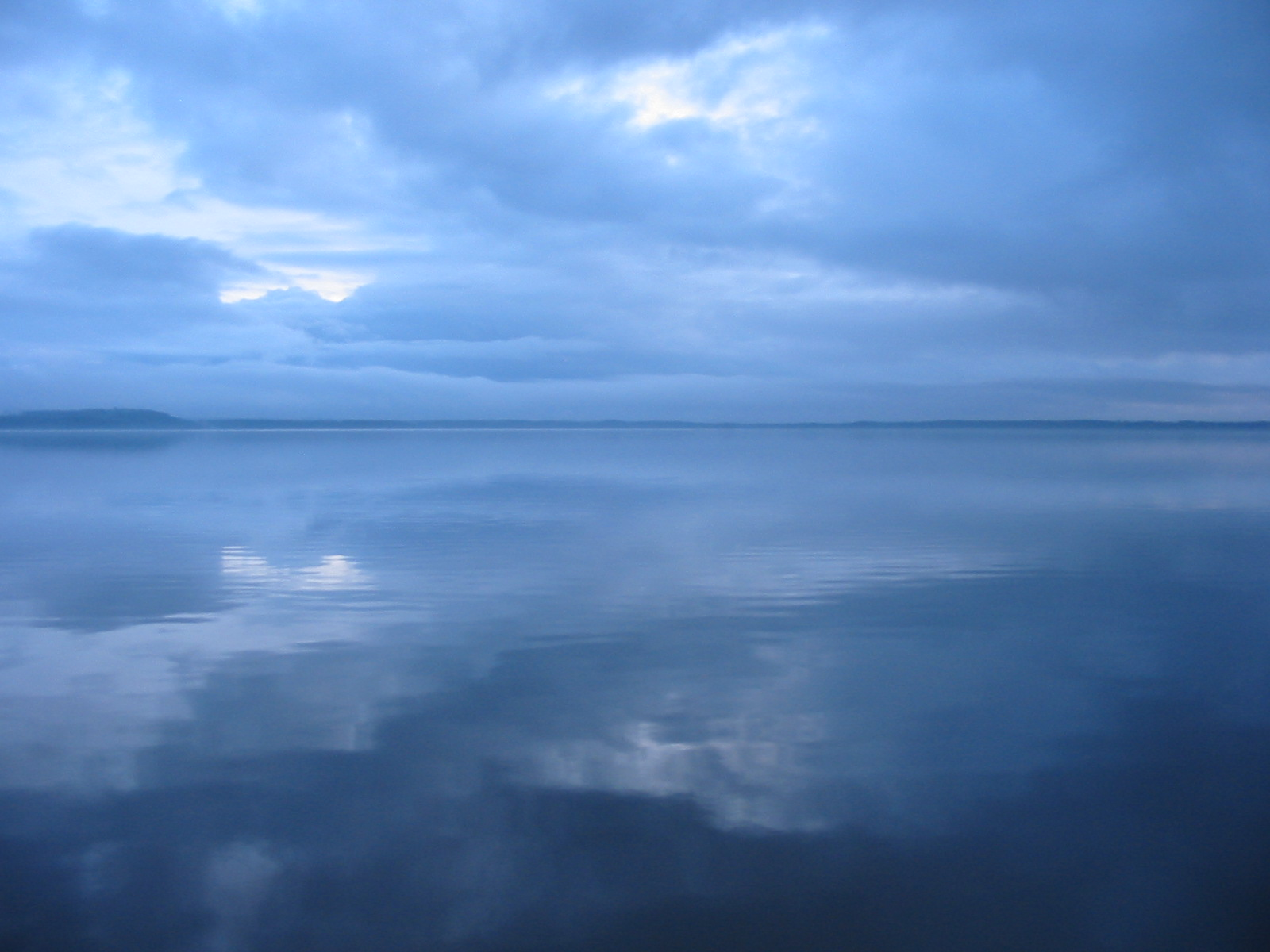
Lago Pyhäjärvi a Tammela.
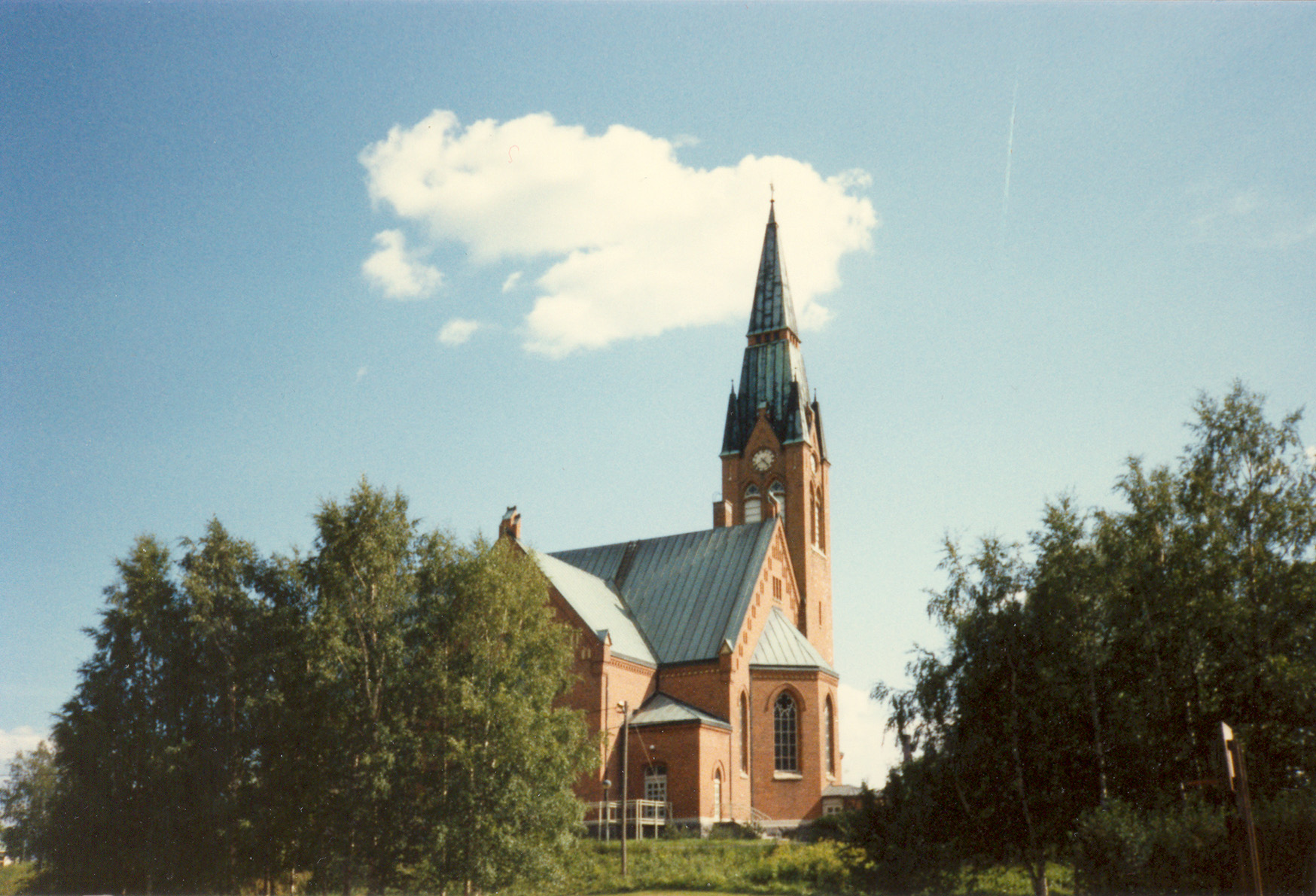
Chiesa di Forssa.
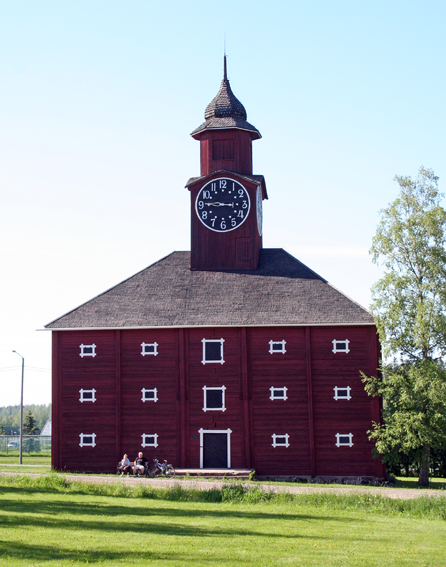
Un magazzino barocco in Jokioinen.
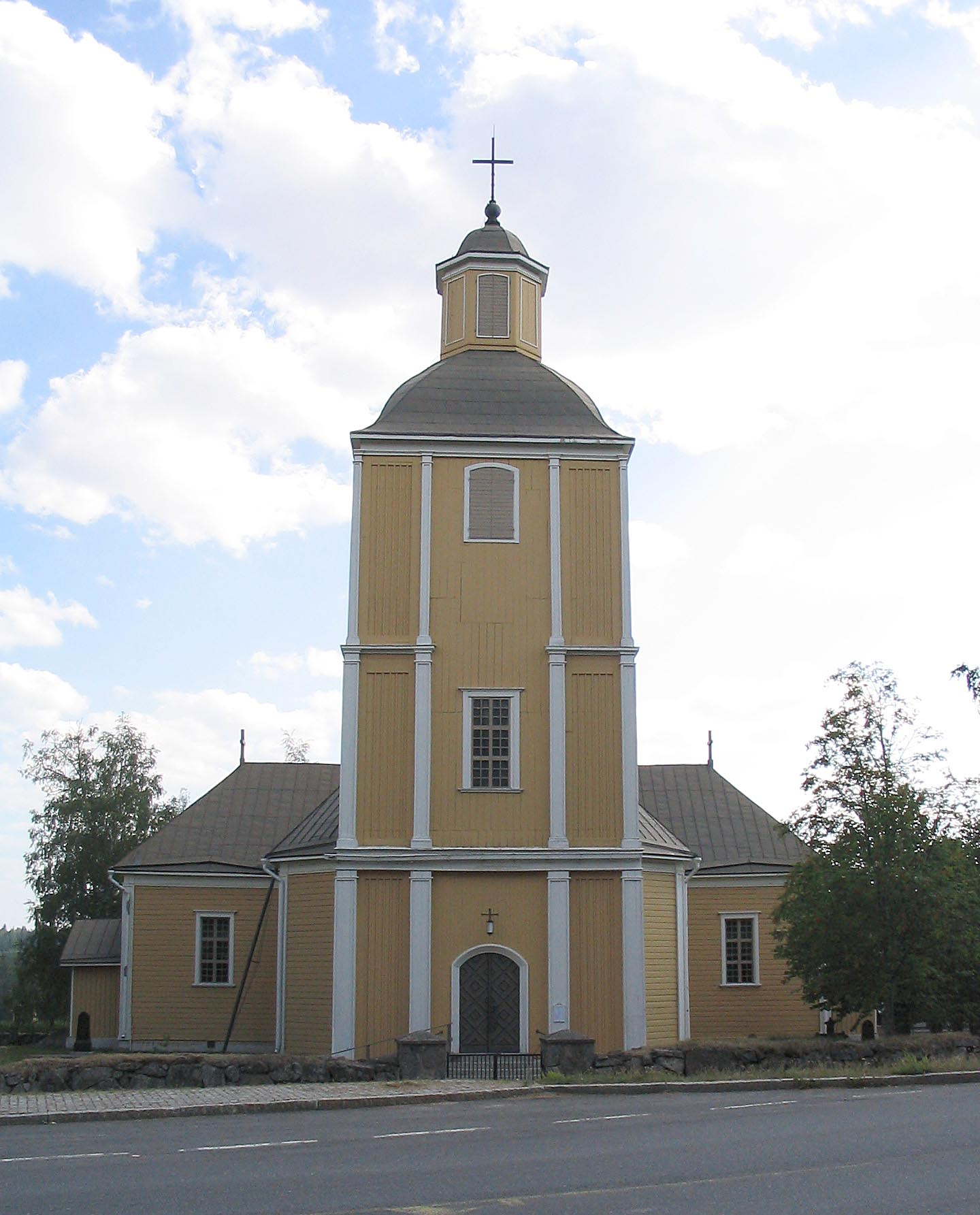
Chiesa di Hausjärvi.
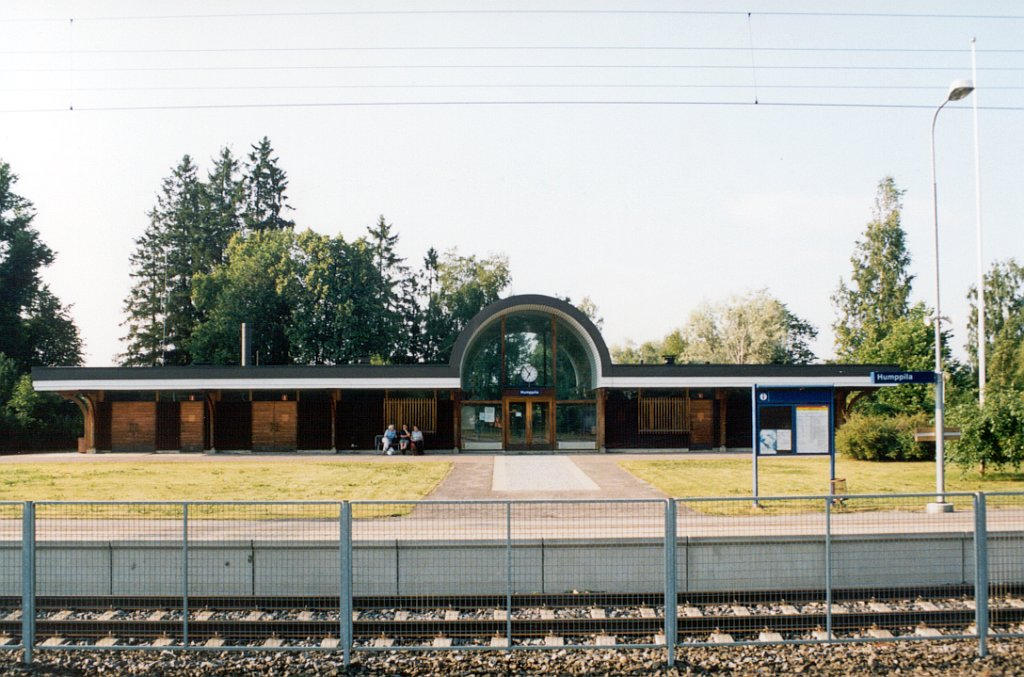
La stazione ferroviaria postmoderna in Humppila.
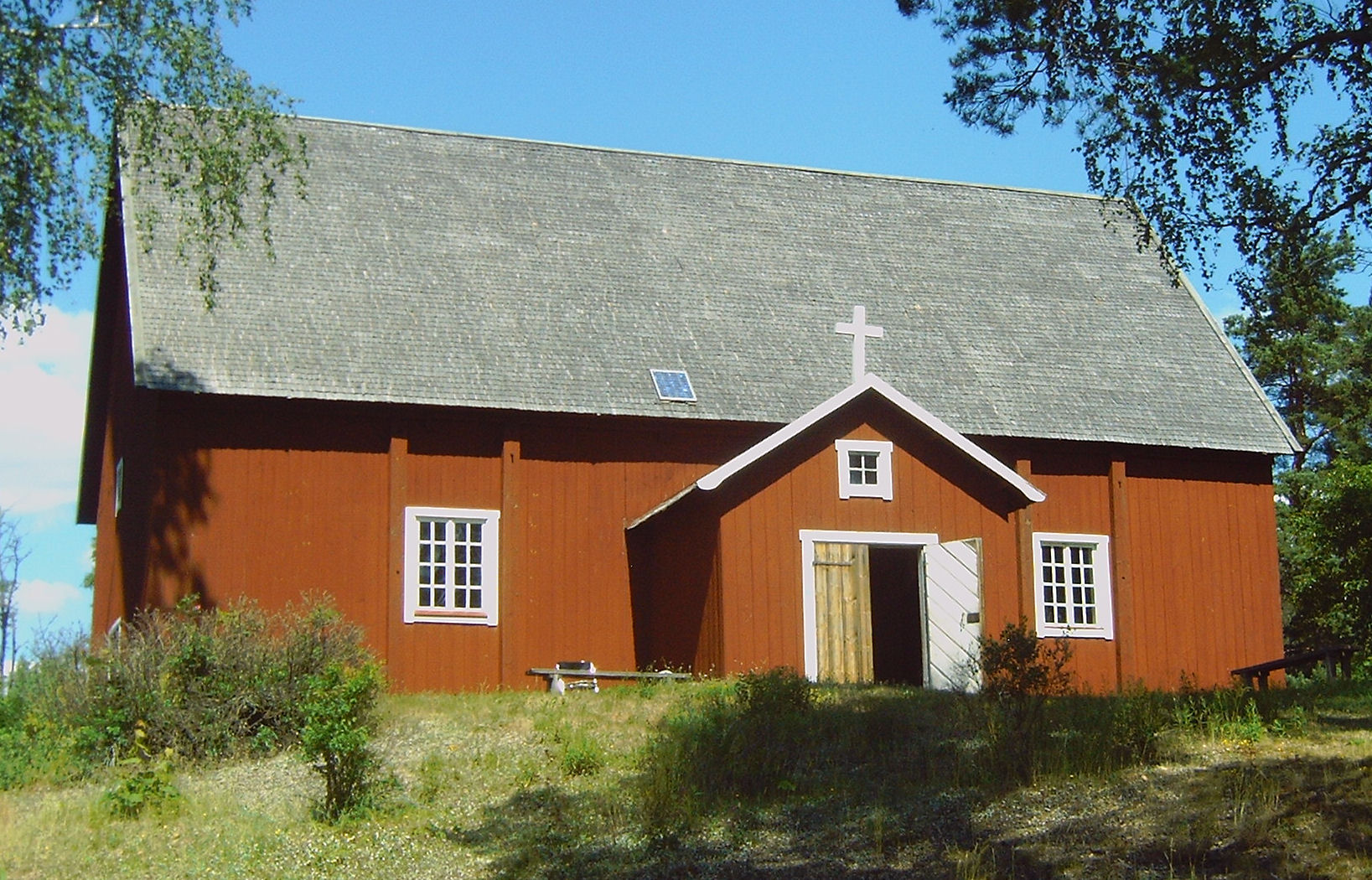
Vecchia chiesa a Loppi, un raro esempio di piccole chiese di legno finlandese risalenti al XVII secolo.
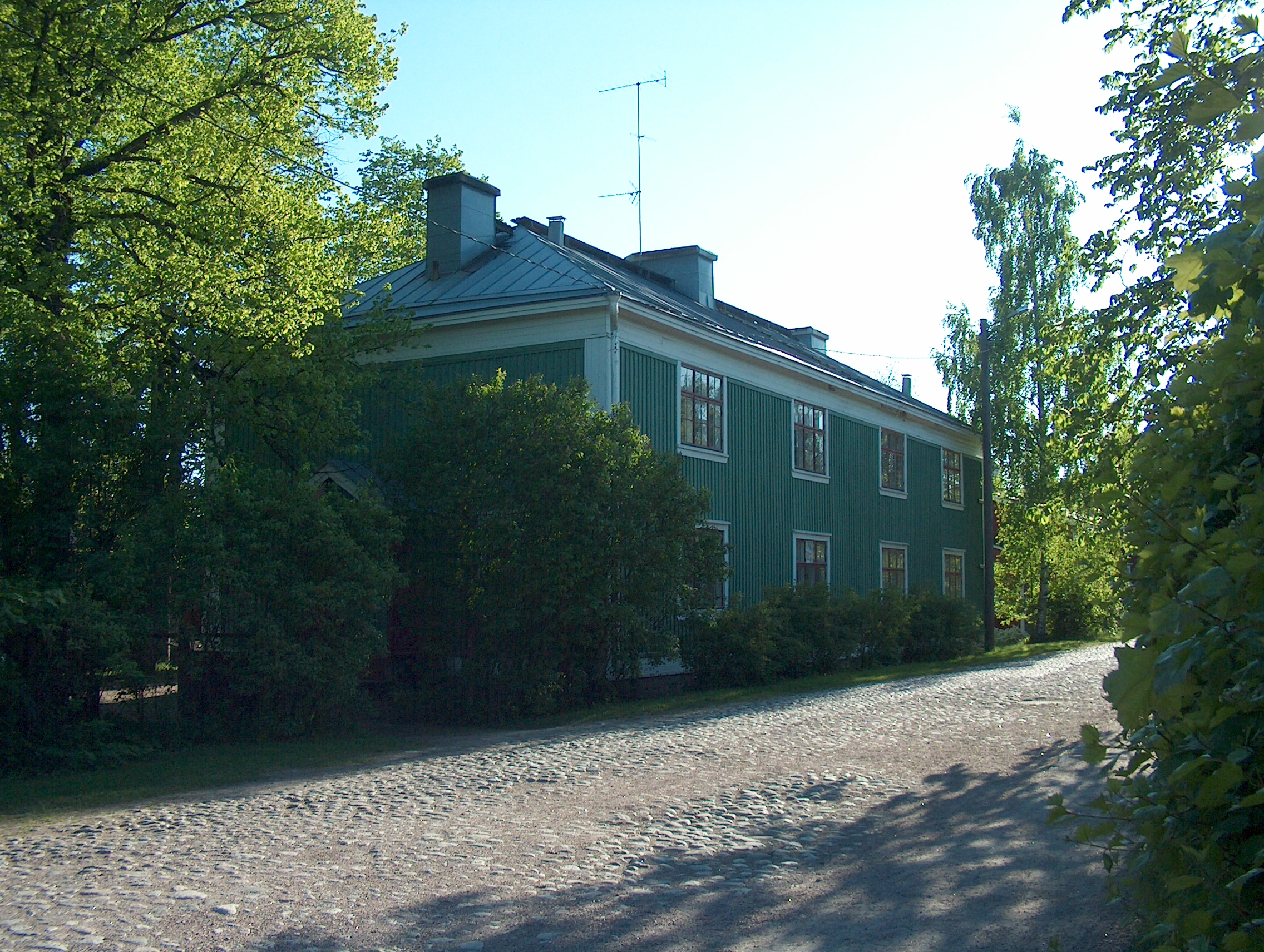
Un idillio nella Città Vecchia di Riihimäki.
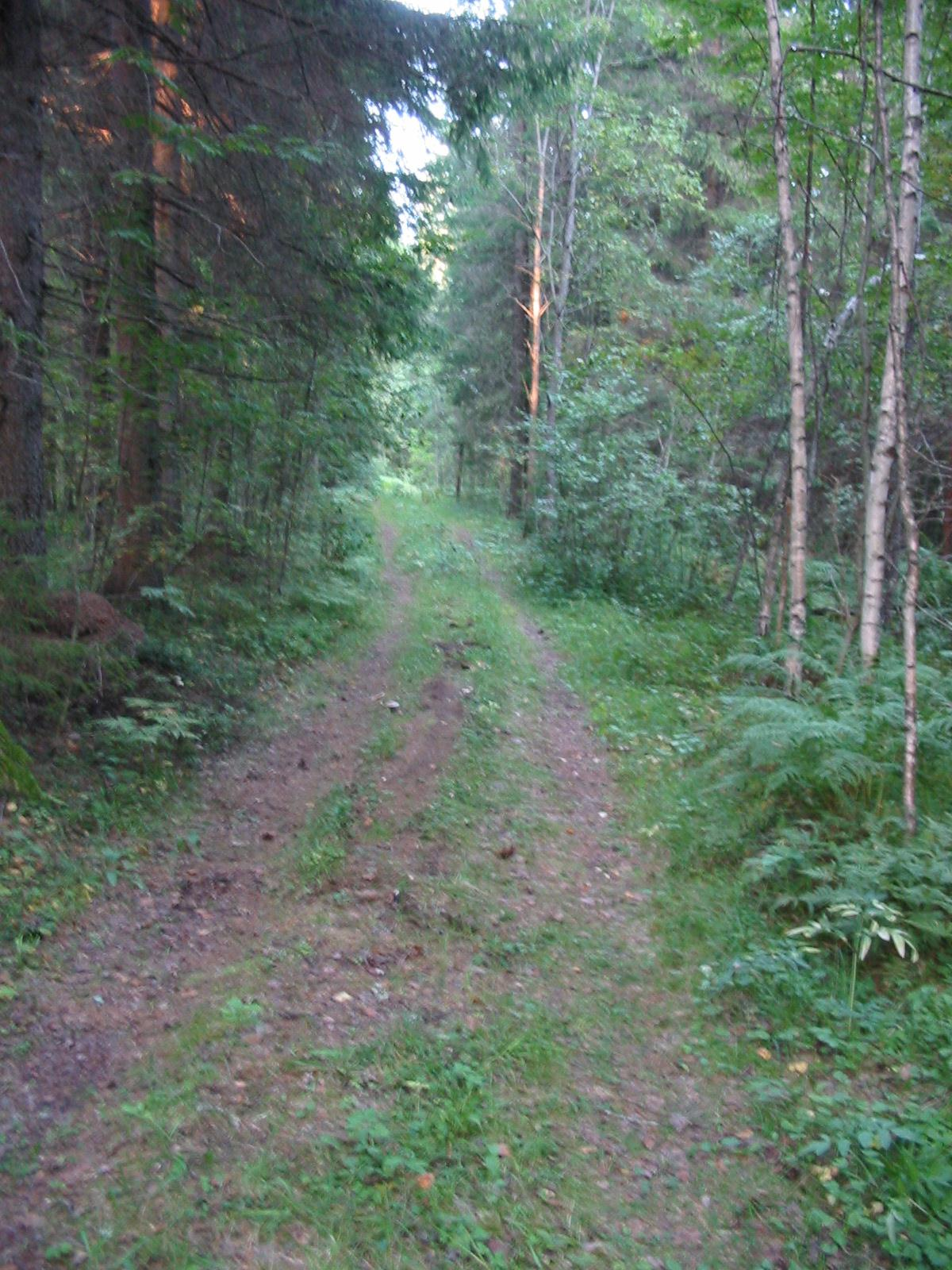
Una vista da Häme Oxen Road, una vecchia strada dell'Hämeenlinna (ex Turku), capitale risalente al IX secolo.